# Aklavik
Aklavik (del Inuvialuktun que significa Lugar de la Inhóspita tierra del Grizzly) es una aldea ubicada en la Región Inuvik de los Territorios del Noroeste, Canadá. Hasta 1961, la comunidad sirvió como centro administrativo regional por el gobierno territorial. Las condiciones para la construcción en el momento consideradas como no aptas dieron como resultado el desarrollo de Inuvik hacia el Este, dando de lado completamente a Aklavik. Sin embargo, muchos residentes han perseverado y permanecen en Aklavik como una comunidad vibrante.
La población es de 594 de acuerdo al censo de 2006, un descenso del 6.0% desde 2001. En el censo de 2001 la comunidad tenía una mayoría de residentes Inuvialuit (Uummarmiut) (375) pero también tenía varios de las Primeras Naciones (140) y Métis (35), junto a 50 no-aborígenes. Esta mezcla de aborígenes en los Territorios del Noroeste no es común en comunidades pequeñas.
La comunidad solo está comunicada por aire y en invierno directamente por carreteras de hielo desde Inuvik a través de las 
lenguas del Delta Mackenzie.

## Gente notable
- Nellie Cournoyea, exgobernador de los Territorios del Noroeste